# Дикий робот (мультфільм)
«Дикий робот» (англ. The Wild Robot) — американський анімаційний науково-фантастичний драматичний фільм, знятий за однойменною серією книг Пітера Брауна, створений DreamWorks Animation та Universal Pictures. Сценарист і режисер фільму — Кріс Сандерс, продюсер — Джефф Герман, а виконавчий продюсер — Дін Деблуа.
Прем'єра фільму в українських кінотеатрах відбулася 17 жовтня 2024 року.

## Сюжет
Вантажне судно Universal Dynamics під час шторму губить роботів моделі ROZZUM або «Роз». Одна з роботів, 7134 ROZZUM, лишається цілою, опиняється на березі острова та вмикається. Роз виконує свою стандартну програму при ввімкненні та намагається рекламувати свої послуги диким тваринам. Вони невпинно борються між собою за виживання та намагаються розібрати Роз. Витративши кілька днів на переклад мови тварин, Роз все ще не може знайти нікого, кому потрібна її допомога. Вона вирішує подати сигнал своїм виробникам, щоб вони забрали її, але передавач викрадає єнот, а потім він потрапляє у ведмежий барліг. Тікаючи від ведмедя, Роз випадково руйнує гусяче гніздо, вбивши гуску і залишивши лише одне яйце.
Роз захищає яйце від лиса Шнира, а коли воно вилуплюється, пташеня ламає передавач. Шнир виправдовує своє полювання на яйце тим, що це його «програма», інстинкт, і інакше він діяти не може. Роз задумується про свою програму, адже вона так і не отримала жодного завдання. Опосум Голохвостка пропонує Роз завдання — нагодувати пташеня, навчити його плавати та літати. Шнир розуміє, що робот виконує накази, і вирішує скористатися цим. Він доручає Роз створити будинок і добувати їжу. Роз за порадою лиса називає гусеня Жовтодзьобом.
Коли Жовтодзьоб виростає, Роз і Шнир вчать його плавати. Жовтодзьоб зустрічає інших гусей, які насміхаються з його малого розміру та розповідають, що Роз убила його родину. Злий через те, що від нього приховували правду, Жовтодзьоб покидає Роз. Тоді Роз задумується про свою родину і повертається на місце аварії. Вона знаходить деталі інших роботів і ненадовго вмикає одного з них. Роз дізнається, що десь існує місто, де люди й роботи живуть разом. Вона забирає собі робочий передавач, але вирішує не вмикати його, поки не виконає всі завдання на острові. Залучивши сапсана Громоблиска, Роз навчає Жовтодзьоба літати. Жовтодзьоб освоює політ саме тоді, коли гуси починають відлітати через наближення зими, і покидає острів.
Впевнена, що тепер їй пора повернутися додому, Роз вмикає передавач, але вимикає його, щойно сигнал досягає штаб-квартири Universal Dynamics. Гроза змушує зграю гусей сховатися в місті Universal Dynamics, звідки їх проганяють роботи RECO. Гусак-ватажок Шиян бачить, що Жовтодзьоб не боїться роботів, і доручає йому очолити зграю. Роботи підстрілюють Шияна, але Жовтодзьоб виводить зграю у безпечне місце.
Настає зима і до будинку Роз приходить Шнир. Він розповідає, що морози дуже сильні, а отже всі тварини в небезпеці. Вдвох вони знаходять тварин і приводять їх у будинок, який обігрівається багаттям. Роз витратила на порятунок заряд своєї батареї й просить тварин, перед тим, як вона вимкнеться, «вийти за межі програми» й припинити боротьбу до весни. Ведмідь погоджується на перемир'я, й інші погоджуються з ним.
Роз прокидається через кілька місяців і бачить, що тварини дотримуються миру, а гуси повертаються, шануючи Жовтодзьоба як героя. Та перш ніж вона встигає зустрітися з Жовтодзьобом, прилітає літак Universal Dynamics, щоб повернути Роз. Робот-пошуковиця Вонтра запрошує Роз у літак і підозрює, що її програма працює незвичайно. Вонтра хоче дослідити Роз, але Роз відмовляється покинути острів. Тоді Вонтра посилає загін RECO, щоб забрати її силоміць. Усі тварини об'єднуються, щоб відбити вторгнення RECO, та Вонтра дистанційно підриває їх, спричиняє лісову пожежу та захоплює Роз. Звірі об'єднуються, щоб звалити велике дерево та перекрити річку, вода якої гасить пожежу. Жовтодзьоб очолює атаку гусей на літак. Він знаходить Роз усередині, та Вонтра вже знеструмила Роз і стерла її спогади. Попри це Роз відчуває присутність Жовтодзьоба, самовільно вмикається й допомагає вивести з ладу Вонтру. Літак загоряється та розвалюється, та Роз встигає вистрибнути з літака, рятуючи Жовтодзьоба.
Звірі святкують перемогу, але Роз все одно вирішує піти до людей, щоб захистити острів від майбутніх атак. Вона обіцяє тваринам, що знайде спосіб колись побачитися з ними знову. Через кілька місяців Роз працює в оранжереї в місті Universal Dynamics. До неї підкрадається Жовтодзьоб і Роз впізнає його.

## У ролях
| Актор             | Роль                     | Актор українського дублюжу |
| ----------------- | ------------------------ | -------------------------- |
| Люпіта Ніонго     | Роз, робот               | Ольга Мотрич               |
| Педро Паскаль     | Шнир, лис                | Іван Розін                 |
| Кіт Коннор        | Жовтодзьоб, гусеня       | Антон Кобилко              |
| Бун Сторм         | Жовтодзьоб, малюк        | Нікіта Кобзар              |
| Білл Наї          | Шиян, гусак              | Євген Малуха               |
| Стефані Сюй       | Вонтра, робот            | Ганна Кошмал               |
| Метт Беррі        | Бобрич                   | Володимир Плахов           |
| Вінг Реймс        | Громоблиск, сапсан       | Андрій Мостренко           |
| Марк Гемілл       | Пазур, гризлі            | Михайло Кришталь           |
| Кетрін О'Гара     | Голохвостка, мати-опосум | Олена Бліннікова           |
| Ренді Том         | Робот                    | В'ячеслав Цимбалюк         |
| Александра Новель | Снігопад, гуска          | Дар'я Пилипенко            |
| Рафаель Алехандро | Дзюк, гусак              |                            |
| Ді Бредлі Бейкер  | єноти / білки / борсуки  |                            |

### Український дубляж
- Студія: LeDoyen Studio
- Переклад: Анни Пащенко
- Режисер дубляжу: Павло Скороходько
- Музична керівниця: Тетяна Піроженко
- Звукорежисер: Михайло Угрин
- Координаторка проєкту: Аліна Гаєвська
- Звукорежисер перезапису: Михайло Угрин
- Пісню «Поринь у небеса» виконує Світлана Тарабарова.

## Виробництво

### Розробка
28 вересня 2023 року DreamWorks Animation оголосила про анімаційну адаптацію серії книг «Дикий робот» Пітера Брауна, сценаристом та режисером є Кріс Сандерс, продюсер Джефф Герман, виконавчий продюсер — Сандерс Дін Деблуа. Стали відомі інші члени знімальної групи, зокрема художник-постановник Раймонд Зібах, монтажер Мері Блі та головна сюжетна група Гайді Джо Гілберт. 
5 березня 2024 року, після виходу першого трейлера фільму, Люпіта Ніонго, Педро Паскаль, Кетрін О'Гара, Білл Наї, Кіт Коннор, Стефані Сюй, Марк Гемілл, Метт Беррі та Вінг Реймс оголосили про участь в озвучці.

### Фільмування
Для анімації «Дикий робот» команда з 15 художників створила 269 малюнків. Створення одного зображення займало близько тижня. Для епізоду, в якому ROZZUM 7134 йде через ліс і натрапляє на дерево, вкрите метеликами, команда візуальних ефектів створила 80 тис. метеликів. Загалом, художники створили 47 видів тварин для фільму. В одній із найскладніших сцен, що відбувається у хатинці, присутні 1434 тварини. У сцені великої міграції присутні 28710 гусей і 102 млн пір'їн. 
Знадобилось 66 сесій звукозапису протягом трьох років, щоб записати всі діалоги анімаційного фільму. Сесії відбувалися в 7 містах: Глендейл, Торонто, Санта Моніка, Ванкувер, Лондон, Охай і Нью-Йорк; у трьох країнах — США, Канада, Велика Британія.
Значення кольорових індикаторів Роз:
- блакитний — розмовляє, завантаження, додаткове світло для нічного часу;
- жовтий — попередження, батареї розряджаються;
- червоний — небезпека.

## Прем'єра
Прем'єра «Дикого робота» відбулась 8 вересня 2024 року на Міжнародному кінофестивалі у Торонто.
Вихід фільму в прокат спочатку планувався на 20 вересня 2024 року, але пізніше був перенесений на наступний тиждень, щоб уникнути конкуренції з фільмом «Трансформери: Початок».
У рамках угоди між Universal і Netflix фільм транслюватиметься на Peacock протягом перших чотирьох місяців, а потім переміститься на Netflix на наступні десять і повернеться на Peacock.

## Сприйняття

### Відгуки кінокритиків
За даними Rotten Tomatoes, 97 % зі 248 критиків позитивно оцінили фільм, надавши йому середню оцінку 8,4 бала з 10. На сайті Metacritic, фільм отримав середню оцінку 85/100 на основі 46 рецензій, що відповідає категорії «загальне визнання».
У своїй рецензії для The New York Times, Наталія Вінкельман охарактеризувала фільм як видатний зразок анімації, відзначивши його фокус на вираженні глибоких емоцій та візуальній привабливості. Пейзажі фільму уникають реальності на користь вишуканості. «Дикий робот» дуже уважний до деталей, і його оповідь значною мірою ведеться через картинки. Найбільших висот фільм досягає в безмовних сферах.
Адріан Гортон з The Guardian охарактеризував мультфільм «Дикий робот» як «розумний, щирий та оригінальний», зазначивши, що він буде цікавий глядачам будь-якого віку. Він частково реалістичний, частково експресіоністський. «Дикий робот» виражає універсальні істини: любов, яка суперечить логіці, почуття, які приходять з місць, які ми не розуміємо, гірко-солодку угоду відпустити когось, щоб він міг процвітати. «Це вправна та хитра гра, яка окупається в дещо поспішній завершальній частині фільму, що підвищує ставку майже до екзистенціального рівня».
Денис Федорук на ITC.ua вказав, що фільм не містить принципово свіжих ідей, але бере найкраще з попередніх напрацювань і поєднує їх гармонійним і правильним чином. При цьому захоплива і зворушлива історія підкріплюється дотепним гумором і картинкою, стилізованою під мальовану вручну анімацію. Тому «Беззаперечно, це одна з найкращих стрічок поточного, не надто врожайного на видатне кіно року».

### Нагороди та номінації
| Рік  | Премія (або фестиваль)                            | Категорія                                            | Отримувач                                                                                            | Результат | Дж.    |
| ---- | ------------------------------------------------- | ---------------------------------------------------- | --- | --------- | ------ |
| 2024 | Міжнародний кінофестиваль у Сан-Себастьяні        | Лурра ― премія Грінпіс                               | Дикий робот                                                                                          | Перемога  | [ 20 ] |
| 2024 | Кінофестиваль SCAD у Савані                       | Премія «Віртуоз»                                     | Люпіта Ніонго                                                                                        | Перемога  | [ 21 ] |
| 2024 | Hollywood Music in Media Awards                   | Оригінальна музика ― анімаційний фільм               | Кріс Баверс                                                                                          | Перемога  | [ 22 ] |
| 2024 | Hollywood Music in Media Awards                   | Оригінальна пісня ― анімаційний фільм                | «Kiss the Sky» ― Марен Морріс, Алі Тампозі, Майкл Поллак, Делейсі, Джордан Джонсон та Стефан Джонсон | Перемога  | [ 22 ] |
| 2024 | Зимова премія IndieWire                           | Премія «Іскра»                                       | Кріс Сандерс                                                                                         | Перемога  | [ 23 ] |
| 2024 | Премія Астра в галузі кіно та креативних мистецтв | Найкращий повнометражний анімаційний фільм           | Дикий робот                                                                                          | Перемога  | [ 24 ] |
| 2024 | Премія Астра в галузі кіно та креативних мистецтв | Найкраще акадрове озвучення                          | Люпіта Ніонго                                                                                        | Перемога  | [ 24 ] |
| 2024 | Асоціація кінокритиків Вашингтона                 | Найкращий повнометражний анімаційний фільм           | Дикий робот                                                                                          | Перемога  | [ 25 ] |
| 2024 | Асоціація кінокритиків Вашингтона                 | Найкраще озвучення                                   | Люпіта Ніонго                                                                                        | Перемога  | [ 25 ] |
| 2024 | Відзначення кіно та телебачення                   | Премія композитору                                   | Кріс Баверс                                                                                          | Перемога  | [ 26 ] |
| 2024 | Асоціація афро-американських кінокритиків         | Найкраща оригінальна музика                          | Кріс Баверс                                                                                          | Перемога  | [ 27 ] |
| 2024 | Асоціація афро-американських кінокритиків         | Найкращий повнометражний анімаційний фільм           | Дикий робот                                                                                          | Перемога  | [ 27 ] |
| 2024 | Асоціація кінокритиків Сент-Луїса                 | Найкращий повнометражний анімаційний фільм           | Дикий робот                                                                                          | Перемога  | [ 28 ] |
| 2024 | Асоціація кінокритиків Сент-Луїса                 | Найкраще озвучення                                   | Люпіта Ніонго                                                                                        | Перемога  | [ 28 ] |
| 2024 | Товариство кінокритиків Сіетла                    | Найкращий повнометражний анімаційний фільм           | Дикий робот                                                                                          | Перемога  | [ 29 ] |
| 2024 | Асоціація кінокритиків Даллас-Форт-Ворта          | Найкращий повнометражний анімаційний фільм           | Дикий робот                                                                                          | Перемога  | [ 30 ] |
| 2024 | Асоціація кінокритиків Даллас-Форт-Ворта          | Найкраща оригінальна музика                          | Кріс Баверс                                                                                          | Перемога  | [ 30 ] |
| 2025 | Гурток кінокритиків Канзас-Сіті                   | Найкращий повнометражний анімаційний фільм           | Дикий робот                                                                                          | Перемога  | [ 31 ] |
| 2025 | Золотий глобус                                    | Найкращий анімаційний фільм                          | Дикий робот                                                                                          | Номінація | [ 32 ] |
| 2025 | Золотий глобус                                    | Кінематографічні та касові досягнення                | Дикий робот                                                                                          | Номінація | [ 32 ] |
| 2025 | Золотий глобус                                    | Найкраща пісня до фільму                             | «Kiss the Sky» ― Марен Морріс, Алі Тампозі, Майкл Поллак, Делейсі, Джордан Джонсон та Стефан Джонсон | Номінація | [ 32 ] |
| 2025 | Золотий глобус                                    | Найкраща музика до фільму                            | Кріс Баверс                                                                                          | Номінація | [ 32 ] |
| 2025 | Асоціація кінокритиків Остіна                     | Найкращий анімаційний фільм                          | Дикий робот                                                                                          | Перемога  | [ 33 ] |
| 2025 | Асоціація кінокритиків Остіна                     | Найкраще акторське / анімаційне / цифрове озвучення  | Люпіта Ніонго                                                                                        | Перемога  | [ 33 ] |
| 2025 | Спілка жінок-кіножурналісток                      | Найкращий анімаційний фільм                          | Дикий робот                                                                                          | Перемога  | [ 34 ] |
| 2025 | Спілка жінок-кіножурналісток                      | Найкраще акторське / анімаційне озвучення            | Люпіта Ніонго                                                                                        | Перемога  | [ 34 ] |
| 2025 | Супутник                                          | Найкращий анімаційний фільм                          | Дикий робот                                                                                          | Номінація | [ 35 ] |
| 2025 | Супутник                                          | Найкраща оригінальна музика                          | Кріс Баверс                                                                                          | Номінація | [ 35 ] |
| 2025 | Супутник                                          | Найкраща оригінальна пісня                           | «Kiss the Sky» ― Марен Морріс, Алі Тампозі, Майкл Поллак, Делейсі, Джордан Джонсон та Стефан Джонсон | Номінація | [ 35 ] |
| 2025 | Премія Лондонського гуртка кінокритиків           | Найкращий анімаційний фільм                          | Дикий робот                                                                                          | Номінація | [ 36 ] |
| 2025 | Сатурн                                            | Найкращий повнометражний анімаційний фільм           | Дикий робот                                                                                          | Перемога  | [ 37 ] |
| 2025 | Вибір критиків                                    | Найкращий повнометражний анімаційний фільм           | Дикий робот                                                                                          | Перемога  | [ 38 ] |
| 2025 | Вибір критиків                                    | Найкраща пісня                                       | «Kiss the Sky» ― Марен Морріс, Алі Тампозі, Майкл Поллак, Делейсі, Джордан Джонсон та Стефан Джонсон | Номінація | [ 38 ] |
| 2025 | Вибір критиків                                    | Найкраща музика                                      | Кріс Баверс                                                                                          | Номінація | [ 38 ] |
| 2025 | Енні                                              | Найкращий повнометражний анімаційний фільм           | Дикий робот                                                                                          | Перемога  | [ 39 ] |
| 2025 | Енні                                              | Найкращі анімаційні ефекти в анімаційному фільмі     | Дерек Чунг, Майкл Лосур, Девід Чоу, Нюнг Кім, Стів Авуджагелі                                        | Перемога  | [ 39 ] |
| 2025 | Енні                                              | Найкраща анімація персонажів в анімаційному фільмі   | Фабіо Ліньїні                                                                                        | Перемога  | [ 39 ] |
| 2025 | Енні                                              | Найкращий дизайн персонажів в анімаційному фільмі    | Женев'єв Цай                                                                                         | Перемога  | [ 39 ] |
| 2025 | Енні                                              | Найкраща режисура в анімаційному фільмі              | Кріс Сандерс                                                                                         | Перемога  | [ 39 ] |
| 2025 | Енні                                              | Найкращий монтаж в анімаційному фільмі               | Мері Блі, Коллін Еркер, Орландо Дуенас, Люсі Лайон, Браян Паркер                                     | Перемога  | [ 39 ] |
| 2025 | Енні                                              | Найкраща музика в анімаційному фільмі                | Кріс Баверс                                                                                          | Перемога  | [ 39 ] |
| 2025 | Енні                                              | Найкращий продакшн дизайн в анімаційному фільмі      | Реймонд Зібах, Річі Сасіліок                                                                         | Перемога  | [ 39 ] |
| 2025 | Енні                                              | Найкраще озвучення в анімаційному фільмі             | Люпіта Ніонго                                                                                        | Перемога  | [ 39 ] |
| 2025 | Енні                                              | Найкраще озвучення в анімаційному фільмі             | Кіт Коннор                                                                                           | Номінація | [ 39 ] |
| 2025 | VES Awards                                        | Найкращі візуальні ефекти в анімаційному фільмі      | Кріс Сандерс, Джефф Герман, Джефф Будсберг та Джейкоб Гьорт Дженсен                                  | Перемога  | [ 40 ] |
| 2025 | VES Awards                                        | Найкращий анімаційний персонаж в анімаційному фільмі | «Роз» ― Фабіо Ліньїні, Юкінорі Інагакі, Оуен Демерс та Х'юн Ху                                       | Перемога  | [ 40 ] |
| 2025 | VES Awards                                        | Найкраще створене середовище в анімаційному фільмі   | «Ліс» ― Джон Вейк, Хе Джун Парк, Вуджин Чой та Шейн Ґледінг                                          | Перемога  | [ 40 ] |
| 2025 | VES Awards                                        | Найкращі анімаційні ефекти в анімаційному фільмі     | Дерек Чунг, Майкл Лосур, Девід Чоу та Ньонг Кім                                                      | Перемога  | [ 40 ] |
| 2025 | VES Awards                                        | Найкращі композиція та освітлення у фільмі           | Сондра Л. Верландер, Батіст Ван Опстал, Естер Офферталер та Остін Казале                             | Номінація | [ 40 ] |
| 2025 | Artios Awards                                     | Найкращий кастинг ― анімаційний повнометражний фільм | Крісті Сопер Гілт                                                                                    | Перемога  | [ 41 ] |
| 2025 | БАФТА                                             | Найкращий анімаційний фільм                          | Дикий робот                                                                                          | Номінація | [ 42 ] |
| 2025 | БАФТА                                             | Найкраща музика до фільму                            | Кріс Баверс                                                                                          | Номінація | [ 42 ] |
| 2025 | БАФТА                                             | Найкращий дитячий та сімейний фільм                  | Дикий робот                                                                                          | Номінація | [ 42 ] |
| 2025 | NAACP Image Award                                 | Найкращий анімаційний фільм                          | Дикий робот                                                                                          | Номінація | [ 43 ] |
| 2025 | NAACP Image Award                                 | Найкраще озвучення в фільмі                          | Люпіта Ніонго                                                                                        | Номінація | [ 43 ] |
| 2025 | Оскар                                             | Найкращий анімаційний повнометражний фільм           | Кріс Сандерс та Джефф Германн                                                                        | Номінація | [ 44 ] |
| 2025 | Оскар                                             | Найкраща музика до фільму                            | Кріс Баверс                                                                                          | Номінація | [ 44 ] |
| 2025 | Оскар                                             | Найкращий звук                                       | Ренді Том, Браян Чамні, Ґері А. Ріццо та Лефф Леффертс                                               | Номінація | [ 44 ] |

## Сиквел
12 жовтня 2024 року Кріс Сандерс підтвердив, що сиквел перебуває в розробці.